# Papustyla pulcherrima
Papustyla pulcherrima é uma espécie de molusco gastrópode da família Camaenidae, classificada por I. Rensch em 1931, com a denominação Papuina pulcherrima, no texto "Beitrag zur Kenntnis der Schneckenfauna der Admiralitätsinseln" (contribuição para o conhecimento da fauna de caracóis das Ilhas do Almirantado); publicado em Zoologischer Anzeiger. 95 (5), páginas 186-194.
É endêmica da Ilha Manus, no Arquipélago de Bismarck, ao norte da ilha de Papua-Nova Guiné. O caracol verde arborícola de Manus (em inglês, Manus Green Tree Snail) é um ícone da região e é fortemente caracterizado no vestido cerimonial de seus nativos, aparecendo na bandeira provincial de Manus e também sendo vendido como joia. Sua concha é conhecida por sua beleza, sendo cônica e verde, dotada de uma linha amarela, mais visível em sua volta terminal, e uma borda de abertura de coloração branca.
Denominada Kikui pelo idioma local, esta espécie habita uma área de até 112 metros acima do nível do mar e é especialmente encontrada no interior arborizado e úmido da ilha, alimentando-se durante a noite e nas primeiras horas da manhã por sobre os musgos e fungos que crescem na parte inferior e superior da casca das árvores, sendo considerada pelos habitantes locais como um animal limpo, não descendo para tocar o solo e preferindo se mover e viver junto a galhos de árvores, folhas e grama, se escondendo durante o dia. Seu principal predador são as espécies de aves conhecidas como Chauka (Philemon albitorques).
Uma pesquisa da Wildlife Conservation Society sugere que há apenas dois principais riscos para a sustentabilidade desta espécie: a destruição de seu habitat e o colecionismo. A coleta excessiva, devido aos bons preços que suas conchas alcançam nos mercados locais, é uma ameaça. Em larga escala, o maior impacto é a destruição do habitat causada pela exploração madeireira, com a perda dos caracóis sendo diretamente proporcional à quantidade de floresta removida. A pesquisa tornou-se também ciente do tráfico internacional das conchas, que atualmente é proibido pela CITES (Convenção sobre o Comércio Internacional de Espécies Ameaçadas). Desde 02 de junho de 1970 Papustyla pulcherrima está na lista de gastrópodes estrangeiros ameaçados de extinção, publicada nos Estados Unidos. Infelizmente, nunca houve um programa em prol de sua conservação e controle, de maneira que a saúde exata da população de caracóis verdes, em Manus, é difícil de determinar. Em 2015 ela foi listada pela IUCN como uma espécie quase ameaçada.